# Hrvatska agencija za nadzor financijskih usluga
Hrvatska agencija za nadzor financijskih usluga (skraćeno HANFA) je samostalna pravna osoba s javnim ovlastima u čiji djelokrug i nadležnost spada nadzor financijskog tržišta, nadzora svih pravnih ili fizičkih osoba (subjekti nadzora) koje se bave pružanjem financijskih usluga, savjetovanjem na financijskom tržištu, prodajom, posredovanjem ili upravljanjem imovinom korisnika financijskih usluga te nadzor financijskih usluga koje subjekti nadzora pružaju.
HANFA je službeno započela s radom 1. siječnja 2006. godine spajanjem Agencija za nadzor mirovinskih fondova i osiguranja (HAGENA), Komisije za vrijednosne papire i Direkcije za nadzor društava za osiguranje.
Temeljni ciljevi HANFA-e su promicanje i očuvanje stabilnosti financijskog sustava i nadzor zakonitosti poslovanja subjekata nadzora. Agencija se rukovodi načelima transparentnosti, izgradnje povjerenja među sudionicima financijskog tržišta i izvješćivanja potrošača.
HANFA je dužna jednom godišnje za proteklu kalendarsku godinu podnijeti Vladi Republike Hrvatske i Hrvatskom saboru izvješće o svom radu i stanju financijskih institucija i tržišta koje ulaze u njen djelokrug i nadležnost.
Među prvim velikim izazovima pred kojim se HANFA našla, bila je prodaja farmaceutske kompanije PLIVA d.d.

## Ustrojstvo
HANFA ima Upravno vijeće koje se sastoji od pet članova od kojih je jedan predsjednik. Predsjednika i članove Upravnog vijeća imenuje i razrješava Hrvatski sabor na prijedlog Vlade Republike Hrvatske. Predsjednik Upravnog vijeća zastupa HANFA-u i rukovodi njenim radom. Sve odluke iz djelokruga i nadležnosti HANFA-e, Upravno vijeće donosi na sjednicama većinom od najmanje tri glasa, uz ispunjavanje uvjeta kvoruma od tri člana.
Savjet je savjetodavno tijelo HANFA-e koje se sastoji od devet članova od kojih tri člana imenuje Vlada Republike Hrvatske, a ostalih pet članova biraju predstavnici udruga subjekata nadzora pri Hrvatskoj gospodarskoj komori, dok je predsjednik Upravnog vijeća član po službenoj dužnosti. Savjet Agencije daje mišljenja, stručne i znanstvene savjete radi razvoja nadzorne prakse.

## Djelokrug i nadležnost
U obavljanju svojih javnih ovlasti, HANFA je ovlaštena:
- donositi propise za provedbu zakona koji dotiču njezin djelokrug - Zakona o HANFA-i, Zakona o tržištu vrijednosnih papira, Zakona o investicijskim fondovima, Zakona o privatizacijskim investicijskim fondovima, Zakona o preuzimanju dioničkih društava, Zakona o Fondu hrvatskih branitelja iz Domovinskog rata i članova njihovih obitelji, Zakona o Umirovljeničkom fondu, Zakona o obveznim i dobrovoljnim mirovinskim fondovima, Zakona o mirovinskim osiguravajućim društvima i isplati mirovina na temelju individualne kapitalizirane štednje, Zakona o osiguranju, Zakona o posredovanju i zastupanju u osiguranju i drugih zakona kada je zakonom ovlaštena.[1]
- obavljati nadzor nad poslovanjem:
  - burzi i uređenih javnih tržišta, ovlaštenih društava i izdavatelja vrijednosnih papira,
  - društava za upravljanje investicijskim, privatizacijskim investicijskim i mirovinskim fondovima, investicijskim fondovima, privatizacijskim investicijskim fondovima, mirovinskim fondovima, Fondom hrvatskih branitelja iz Domovinskog rata i članova njihovih obitelji i Umirovljeničkim fondom,
  - brokerskih društava, brokera i investicijskih savjetnika,
  - institucionalnih ulagatelja,
  - Središnje depozitarne agencije,
  - Središnjeg registra osiguranika,
  - društava za osiguranje, mirovinskih osiguravajućih društava, zastupnika i posrednika u osiguranju,
  - pravnih osoba koje se bave poslovima leasinga i faktoringa, osim ako ih banke obavljaju unutar svoje registrirane djelatnosti.
- nalagati mjere za otklanjanje utvrđenih nezakonitosti i nepravilnosti.
- izdavati i oduzimati:
  - dozvole, odobrenja i suglasnosti kada je za to ovlaštena zakonom,
  - licencije, autorizacije, odobrenja i suglasnosti kada je za to ovlaštena Zakonom o obveznim i dobrovoljnim mirovinskim fondovima i Zakonom o mirovinskim osiguravajućim društvima i isplati mirovina na temelju individualne kapitalizirane štednje i
  - odobrenja i suglasnosti kada je za to ovlaštena Zakonom o osiguranju, Zakonom o posredovanju i zastupanju u osiguranju, Pravilnikom o uvjetima za dobivanje ovlaštenja za obavljanje aktuarskih poslova i Pravilnikom o uvjetima za dobivanje ovlaštenja za obavljanje poslova za posredovanje i zastupanje u osiguranju.
- poticati, organizirati i nadgledati mjere za učinkovito funkcioniranje financijskog tržišta.
- voditi knjige i registre u skladu sa zakonima.
- pokretati inicijativu za donošenje zakona i drugih propisa i informirati javnost o načelima po kojima djeluje financijsko tržište.
- donositi podzakonske akte radi propisivanja uvjeta, načina i procedura za jedinstveno obavljanje nadzora unutar svog djelokruga i nadležnosti.
- davati mišljenje o provedbi zakona na zahtjev stranaka u postupku ili osoba koje dokažu svoj pravni interes.
- poduzimati druge mjere i obavljati druge poslove u skladu sa zakonskim ovlaštenjima.
- izvješćivati ostala nadzorna, upravna i pravosudna tijela o svim pitanjima koja se neposredno ili posredno tiču njihove nadležnosti i djelokruga, povodom postupaka koja se vode pred tim tijelima a u svezi su s postupcima iz djelokruga i nadležnosti HANFA-e.

## Vanjske poveznice
- Službene stranice HANFA-e  Arhivirana inačica izvorne stranice od 18. ožujka 2009. (Wayback Machine)
- Zakon o Hrvatskoj agenciji za nadzor financijskih usluga